# Luc Benoist
Luc Benoist (23. prosince 1893–1980) byl francouzský historik umění.

## Život
Psal také pod pseudonymem de Luc-Benoist. Zpočátku pracuje jako muzejní konzervátor, pak se stává historikem umění.
Publikoval četná kunsthistorická díla a zároveň se zajímal o duchovní věci, pak rovněž o esoteriku a symbolismus, zejména se zajímal o východní metafyziku
a o dílo René Guénona.
Byl náměstkem konzervátora zámku Versailles, honorárním konzervátorem organizace Francouzská muzea a konzervátorem Muzea krásných umění v Nantes /1947-1959/.
Po roce 1928 objevuje 2 knihy René Guénona a dílo tohoto autora u něho vyvolá naprostou intelektuální reorientaci.
V roce 1939 u něho Jean Paulhan objednal článek o Guénonově díle pro Nouvelle revue francaise, který byl uveřejněn až v roce 1943. Spolupracoval pravidelně
na revue Études Traditionelles /Tradiční studia/.

## Znaky, symboly a mýty
Znaky, symboly a mýty (1975) je jedno z typických vyzrálých Benoistových děl. Autor nás nejprve seznamuje se svým výkladem slova "symbol". Chápe jej jako každodenní součást našeho života, přítomnou ve většině našich činností.
Ústřední kapitola se věnuje původu jazyka. Autor, ač nezmiňuje jméno Saussureovo, polemizuje s jeho teorií, že tvar znaku je arbitrární (Saussure: Kurz obecné lingvistiky). Podle Benoista význam slova i jeho zvuk jsou úzce svázány. Píše, že slovo je předcházeno gestem, které vzniká opakováním a rytmizací. Zdroje řeči (zvuku slov) jsou čtyři:
- 1.zdroj imitativní, zvukomalebná slova napodobující přirozené zvuky.
- 2. zdroj emotivní, spontánně expresivní zvuky spojené s určitými pocity.
- 3.zdroj harmonický, symbolická korelace mezi zvukem a jeho impresionistickým účinkem.
- 4.zdroj sociální, zdrojem řeči byl zpěv rytmizující práci.

Výše zmíněného původu jsou i gramatické osoby. Prvá osoba (fr. moi): vysoké "i" na konci slova charakterizuje to, co je blízko a "m" na počátku slova je spojeno se vším, co je blízké. Naproti tomu "t" a "d" jsou spojena s tendencemi odstředivými (toi nebo tu ve francouzštině, případně latinské iste).
V dalších kapitolách se autor zabývá symbolikou, dualitou symbolů, symbolikou uspořádání světa, čísel, živlů...
V kapitole Rituály a mýty se dovídáme o eurytmii rituálu a o tom, že i hry (provazová houpačka, tarot či šachy) bývaly rituály, stejně jako pití čaje a kouření dýmky. Původu rituálního je i písmo.